# Pluto junior
Pluto junior (engelska: Pluto, Junior) är en amerikansk animerad kortfilm med Pluto från 1942.

## Handling
Samtidigt som Pluto försöker sova beger sig hans son ut på upptäcktsfärd och vill undersöka olika saker såsom djur, småkryp och ballonger. Något som dock inte går att göra helt ostört.

## Om filmen
Filmen hade svensk premiär den 14 december 1942 på Sture-Teatern i Stockholm och ingick i kortfilmsprogrammet Kalle Ankas glada gäng där tillsammans med sex kortfilmer till; Kalle Anka som fönsterputsare, Sådan husse, sådan hund (ej Disney), Musse Pigg har ångan uppe, Kalle Anka vill ha nattro, Äventyr i djungeln (ej Disney) och Kalle Ankas snöbollskrig.

## Rollista
- Pinto Colvig – Pluto[6]